# BOOKSTAND.TV
『BOOKSTAND.TV』（ブックスタンド ティーヴィー）は、BS放送局・TwellVで放送中のテレビ番組。

## 概要
当番組は「(株)博報堂ケトル」と博報堂が運営する、本と映画にまつわる総合サイト『BOOKSTAND』のテレビ版という位置付けで開始された。
本やサブカルチャーを主題としていて、放送開始当初は上記サイト内のコンテンツ「メルマ旬報」（有料メールマガジン、後に電子書籍マガジン、現在は終了）の連載作家・タレントらによるトークコーナーを中心に、作家ゆかりの飲食店を紹介するグルメ、女性タレントによる書籍朗読などのミニコーナーを放送していた。
2019年4月のリニューアルで上記メールマガジン執筆者以外のゲストも出演する様になり、2020年春のミニコーナー廃止でゲストトークのみの現在のスタイルとなった。
2022年5月には初代MCの水道橋博士が番組を降板し、代理MC期間を経て同年10月のリニューアルからはでか美ちゃんがMCとなった。
2023年1月からは番組公式YouTubeチャンネル限定のゲストトーク企画が毎週公開されているが、一方でテレビ本編は製作本数が半減し、本放送の翌週に原則同じ回を再放送するというペースで放送している。

## 出演
- でか美ちゃん - 2022年よりMC。以前ゲスト出演した縁で博士降板後に〝代打MC〟の一人として同年8月から複数回出演、同10月からは正MCに昇格[3]。
- 原カントくん（原利彦） - 初回よりトークコーナー「メルマ旬報.TV」の聞き手として出演。当番組プロデューサーと兼任。

過去
- 水道橋博士 - 当初は「メルマ旬報.TV」コーナーに編集長として不定期出演。後に初代番組MCとなる。2018年秋から2019年春まで病気療養のため出演休止、2022年5月に第26回参議院議員通常選挙に出馬表明し番組を降板。

## コーナー
トークコーナー
- メルマ旬報.TV（旬） - 「水道橋博士のメルマ旬報」の執筆者の中からいずれかがゲスト出演し、本の紹介やサブカルチャーをテーマとしたトークコーナー。当初は原カントくん単独で進行、2016年途中からは博士も加わる（2015年12月 - 2019年4月）。
- BS×BS（B） - 上記の後継コーナー。ゲストを「メルマ旬報」の執筆者に限定せず、新進気鋭のアーティストらが出演する。なおコーナー名は「BS放送」と「BOOKSTAND.TV」の略[4]。。2020年に他のコーナーが全て終了して以降は当コーナー名称は使用されなくなった（2019年4月 - ）

ミニコーナー
いずれも過去のコーナー。MCは出演せず。
- 作家のグルメ（食） - 人気作家の愛した飲食店や料理を紹介するグルメコーナー。作家本人は出演せずレポーターが料理店をロケする（2015年12月 - 2016年6月）。
- 朗読女子（一部回では「朗読少女」、読） - アイドルや女優などの女性タレントが名作文学作品を朗読する（原則隔週、2015年12月 - 2016年7月）。
- 教えて!角海先生（角海先生） - 学習塾を営む「角海（かくみ）先生」による悩み相談コーナー。回答とともに悩み解決に役立つ本を紹介する（原則隔週、2015年12月 - 2017年9月27日）。
- ニッポンお仕事図鑑〜匠の仕事場〜（匠） - 世の中の知られざる仕事の現場にレポーターが密着（または弟子入り）し紹介する（2016年7月 - 2019年9月）[5]。
- Stand By You ～ある日常の風景～（S） - 若手男性俳優が出演するショートドラマ（2016年7月 - 11月）
- 東京異空間ファイル（異） - レポーターが東京の変わったスポットを訪問・紹介する（原則隔週、2016年12月 - 2018年3月）
- トリセツ（ト） - 取扱説明書の存在しない物事、作法、競技などの正しいやり方を、ゲストが専門家指導の下で学ぶ形式で紹介する（原則隔週、2018年4月 - 2019年9月）
- HONDANA（オンダナ、音） - 若手ミュージシャンが自身の人生で影響を受けた本を紹介する。コーナー名は「H」に打ち消し線が入る（原則毎週、2019年10月 - 2020年3月）。

※コーナー名の右の（文字）は放送リストでの略称

## 放送リスト

### 2015年
| 回 | 放送日   | ゲスト（出演コーナー・企画内容） | 備考 |
| -- | -------- | --- | ---- |
| 1  | 12月5日  | メルマ旬報.TV（以下「旬」）：杉江松恋／作家のグルメ（以下「食」）：プチ鹿島「田辺茂一の通った銀座のバー・魔里」／朗読女子（以下「読」：PASSPO☆・槙田紗子（ゴーゴリ「鼻」）                      |      |
| 2  | 12月12日 | 旬：茂田浩司／食：プチ鹿島「井上ひさし・、コーヒー・ロン」、教えて!角海先生：角海先生「仕事」篇                                                                                                 |      |
| 3  | 12月19日 | 旬：九龍ジョー・のろしレコードやく「現代日本のフォークソング」／食：ダーリンハニー・長嶋トモヒコ「常盤新平・明石屋」／読：PASSPO☆・槙田紗子（石川啄木「一握の砂」、芥川龍之介「或阿呆の一生」） |      |
| 4  | 12月26日 | 旬：樋口毅宏「小沢健二を語る」／読：青木美沙子（太宰治「走れメロス」）／角海先生「生きること死ぬこと」篇                                                                                        |      |

### 2016年
| 回 | 放送日   | ゲスト（出演コーナー・企画内容） | 備考         |
| -- | -------- | --- | ------------ |
| 5  | 1月2日   | 旬：柴尾英令の映画ランキング2015 ベストテン／食：ダーリンハニー長嶋トモヒコ「黒澤明・元町梅林」／読：青木美沙子（宮澤賢治「雨ニモマケズ」）                                                             |              |
| 6  | 1月9日   | 旬：「相沢直が推す「メルマ旬報」で是非書いてもらいたいハロプロメンバー。」／食：ダーリンハニー長嶋トモヒコ「種村季弘・千登利」／角海先生「勉強」篇                                                      |              |
| 7  | 1月16日  | 旬：やきそばかおる／食：一徹「松本清張・こけし屋」／読：青木美沙子（グリム「ヘンゼルとグレーテル」） |              |
| 8  | 1月23日  | 旬：「ユウキロックが芸人の生き方について語る」／食：一徹「福田蘭童・三漁洞」／角海先生「結婚」篇 |              |
| 9  | 1月30日  | 旬：川野将一「タイトルで選ぶラジオ番組ランキング」／食：カラフルトランプ「植草甚一・茶房きゃんどる」／読：原田真緒（小津安二郎「ここが楢山〈母を語る〉」）                                              |              |
| 10 | 2月6日   | 旬：立川吉笑「現代落語論」／食：カラフルトランプ「井伏鱒二・新宿 樽平」／角海先生「笑い」篇 |              |
| 11 | 2月13日  | 旬：松崎まこと・柴田啓佑「田辺・弁慶映画祭について語る」／食：カラフルトランプ「池波正太郎・神田まつや」／読：原田真緒（小津安二郎「車中も亦愉し」）                                                    |              |
| 12 | 2月20日  | 旬：木村綾子「太宰治と通ずるオススメの本の紹介」／食：かもめんたる「永井荷風・大黒家」／角海先生「年をとる」篇                                                                                          |              |
| 13 | 2月27日  | 旬：水道橋博士、酒井若菜、サンボマスター山口隆 Part1／食：かもめんたる「白洲正子・ぽん多 本店」／読：原田真緒（小津安二郎「丸之内点景」）                                                               | 博士は初登場 |
| 14 | 3月5日   | 旬：水道橋博士、酒井若菜、サンボマスター山口隆 Part2／食：かもめんたる「江戸川乱歩・神保町 天婦羅はちまき」／角海先生「幸せ」篇                                                                         |              |
| 15 | 3月12日  | 旬：水道橋博士、酒井若菜、サンボマスター山口隆 Part3／食：荒井つかさ「夏目漱石・洋食 松榮亭」／読：アカシック・理姫（グリム「赤ずきんちゃん」）                                                         |              |
| 16 | 3月19日  | 旬：碇本学／食：荒井つかさ「芥川龍之介・船橋屋」／角海先生「親の熟年離婚」篇 |              |
| 17 | 3月26日  | 旬：てれびのスキマ「『1989年のテレビっ子』について語る」／食：荒井つかさ「川端康成・フランス菓子 CADOT」／読：アカシック・理姫（与謝野晶子「みだれ髪」）                                                |              |
| 18 | 4月2日   | 旬：弁護士角田龍平「2016年話題の芸能事件」について語る／食：立川談慶「久保田万太郎・カフェーパウリスタ 銀座本店」／角海先生「孤独」篇                                                                   | 放送時間変更 |
| 19 | 4月9日   | ／食：立川談慶「山口瞳・うなぎ押田」／読：アカシック・理姫（谷崎潤一郎「春琴抄」） |              |
| 20 | 4月16日  | 旬：映画ジャーナリスト斉藤守彦が語る「映画興行という世界」／食：立川談慶「古今亭志ん朝・DUG」／角海先生「挫折」篇                                                                                       |              |
| 21 | 4月23日  | 旬：「竹内義和が斬る！今年の芸能ニュース」／食：姫乃たま「常盤新平・ワンモア」／読：水野しず（ダンテ「神曲」）                                                                                          |              |
| 22 | 4月30日  | 旬：やきそばかおる「いま熱いラジオ番組」／食：姫乃たま「森茉莉・邪宗門」／角海先生「決断力」篇 |              |
| 23 | 5月7日   | 旬：シンデレラエキスプレス渡辺「上方演芸界の都市伝説」／食：エレキコミック今立進「江戸川乱歩の愛した三原堂・薯蕷饅頭」／読：水野しず（夢野久作「人間腸詰」）                                            |              |
| 24 | 5月14日  | 旬：水道橋博士、コラアゲンはいごうまん「絶対描けない絵描き歌」／食：エレキコミック今立進「白洲正子・竹葉亭 本店」／角海先生「夢」篇                                                                     |              |
| 25 | 5月21日  | 旬：水道橋博士、谷川貞治「格闘技イベント 巌流島について語る」／食：エレキコミック 今立進「星新一・まり花」／読：おやすみホログラム（プラトン「クリトン」）                                              |              |
| 26 | 5月28日  | 旬：水道橋博士、川野将一「ラジオブロスを生んだ5冊」／食：里咲りさ「永井荷風・尾張屋 本店」／角海先生「健康」篇                                                                                          |              |
| 27 | 6月4日   | 旬：マッハスピード豪速球ガン太「マッハ3について語る」／食：里咲りさ「吉行淳之介・慶楽」／読：おやすみホログラム（夏目漱石「二百十日」）                                                                 |              |
| 28 | 6月11日  | 旬：水道橋博士、エムカク「僕たちの、明石家さんまヒストリー」Part1／食：あきやまかおる「池波正太郎・御料理いまむら」／角海先生「スポーツ」篇                                                             |              |
| 29 | 6月18日  | 旬：水道橋博士、エムカク「僕たちの、明石家さんまヒストリー」Part2／読：おやすみホログラム（シェークスピア「ロミオとジュリエット」）／角海先生「先輩」篇                                                 |              |
| 30 | 6月25日  | 旬：水道橋博士、角田陽一郎「オトナの！キャスティングについて語る」／食：あきやまかおる「手塚治虫・煉瓦亭」                                                                                              |              |
| 31 | 7月2日   | 旬：水道橋博士、土屋敏男「T部長が語る、あの頃のテレビ制作現場」／読：テンテンコ（太宰治「女生徒」）／おニッポンお仕事図鑑〜匠の仕事場〜（以下「匠」）：中村涼子「ベジタブルミュージシャン、はたのぼる」 |              |
| 32 | 7月9日   | 旬：水道橋博士、伊賀大介「伊賀大介がシビれた本」／角海先生「引っ越し」篇／匠：中村涼子「宇宙村村長・景山八郎」                                                                                          |              |
| 33 | 7月16日  | 旬：水道橋博士、西寺郷太／読：テンテンコ（太宰治「きりぎりす」）／匠：山口めろん「覆面職人 ミステル・カカオ」                                                                                           |              |
| 34 | 7月23日  | 旬：水道橋博士、細田マサシ／角海先生「自殺」篇／匠：山口めろん「忍者、習志野青龍窟」 |              |
| 35 | 7月30日  | 旬：伊賀大介／匠：山口めろん「『おっさんレンタル』プランナー・西本貴信」／Stand By You ～ある日常の風景～（以下S）：小南光司「マッサージ」篇                                                            |              |
| 36 | 8月6日   | 旬：水道橋博士、吉川圭三「テレビ業界あかんやつら伝説」／角海先生「老後」篇／匠：寺嶋由芙「プロビーチサッカー選手 田畑輝樹」                                                                             |              |
| 37 | 8月13日  | 旬：水道橋博士、RAM RIDER／匠：寺嶋由芙「蝋人形師、松崎覚」／S： 小南光司「夏のデート」篇 |              |
| 38 | 8月20日  | 旬：水道橋博士、コトブキツカサ／角海先生「マナー」篇／匠：エレクトリックリボン「彫金師・渡辺力」 |              |
| 39 | 8月27日  | 旬：水道橋博士、樋口毅宏「作家・樋口毅宏が子育てについて語る」／匠：エレクトリックリボン「プラネタリウムBARオーナー 白石洋介」／S：小南光司「夏の終わり」篇                                             |              |
| 40 | 9月3日   | 旬：水道橋博士、萩原正人「若き水道橋博士の伝説”600万円事件”について語る!」／角海先生「ダイエット」篇／匠：エレクトリックリボン「ハリネズミカフェ店長、平野有起」                                        |              |
| 41 | 9月10日  | 旬：水道橋博士、マッスル坂井「マッスル坂井がメルマ旬報をプレゼンする!」／匠：勝又「イタリア野菜農業家、石井利幸」／S：天野眞隆「声」篇                                                                  |              |
| 42 | 9月17日  | 旬：立川談慶、水道橋博士／角海先生「集中力」篇／匠：勝又「出張洗車職人、杉山隆」 |              |
| 43 | 9月24日  | 旬：松原隆一郎、水道橋博士「メルマ旬報書き手の中で、最も偏差値が高く、腕力が強い男、松原隆一郎が登場」／匠：勝又「アトリエ・ド・マリアージュ プランナー、粕谷奈津子」／S：天野眞隆「しりとり」篇        |              |
| 44 | 10月1日  | 旬：越前屋俵太、水道橋博士「越前屋俵太が、たけし軍団との思い出を赤裸々に語る!」／角海先生「旅行」篇／匠：ロリィタ族。「FOOTARTIST・JUN」                                                                |              |
| 45 | 10月8日  | 旬：やまもと茂、水道橋博士「やまもと茂の証言 水道橋博士 偽造免許証書類送検事件」／匠：ロリィタ族。「ストレングス&コンディショニングトレーナー深井諭」／S：天野眞隆「告白」篇                            |              |
| 46 | 10月15日 | 旬：原田専門家、水道橋博士／角海先生「温暖化」篇／匠：絵恋ちゃん「苔盆景家、関根博之」 |              |
| 47 | 10月22日 | 旬：クリープハイプ尾崎世界観、水道橋博士／匠：絵恋ちゃん「サイクルツアーガイド 江口一啓、五十嵐佳輔」／S：月野帯人「アラフォー」篇                                                                      |              |
| 48 | 10月29日 | 旬：田崎健太、水道橋博士「エア・インタビューについて語る」／角海先生「におい」篇／匠：絵恋ちゃん「切り絵作家、伊藤三園」／                                                                              |              |
| 49 | 11月5日  | 旬：推切伸一、水道橋博士／匠：まきろん。「ジーンズリペア職人 タロー）／S：月野帯人「眠り」篇 |              |
| 50 | 11月12日 | 旬：木村綾子、水道橋博士「メルマ旬報に女性読者を増やすためには」／角海先生「映画」篇／匠：まきろん。「ベスパ専門店店長、遠藤悟」                                                                        |              |
| 51 | 11月19日 | 旬：棚橋弘至、水道橋博士／匠：まきろん。「漬物職人 佐々木勝彦」／S：月野帯人「雨」篇 |              |
| 52 | 11月26日 | 旬：丸屋九兵衛、水道橋博士／角海先生「男らしさ」篇／匠：中村瞳子「サンドアーティスト 飯面雅子」 |              |
| 53 | 12月3日  | 旬：柴尾英令、水道橋博士／匠：中村瞳子「ステージアップコンサルタント、さかもとはるゆき」／東京異空間ファイル（以下「異」）：矢野目美有「世にも奇妙なラーメンを出す喫茶店」篇                            |              |
| 54 | 12月10日 | 旬：小路紘史、水道橋博士『映画「ケンとカズ」について、制作秘話や長谷川和彦監督との出会いを語る』／角海先生「ゴキブリ」篇／匠：中村瞳子「スキモレザー職人、大久保邦雄」                                  |              |
| 55 | 12月17日 | 旬：杉江松恋、水道橋博士／匠：伊藤桃「セパタクロープレーヤー・寺島武志」／異：矢野目美有「アメ横センタービル 地下食品街」篇                                                                             |              |
| 56 | 12月24日 | 旬：茂田浩司、水道橋博士「2017年格闘技界の注目キーワード」／角海先生「イベント」篇／匠：伊藤桃「ジュエリーデザイナー、小野一郎」                                                                        |              |
| 57 | 12月31日 | 旬：松崎まこと、水道橋博士『2016年映画界を総括する』／匠：伊藤桃「神門メソッドマスター・飯島敬一」／異：矢野目美有「KAWAII MONSTER CAFE」篇                                                             |              |

### 2017年
| 回  | 放送日   | ゲスト（出演コーナー・企画内容） | 備考                                                                 |
| --- | -------- | --- | -------------------------------------------------------------------- |
| 58  | 1月7日   | 旬：村上和彦「敏腕プロデューサーが語るテレビ業界今昔」／匠：7A（nanae=モデル、女優、スタイリスト）（ソエダサーフボードジャパン代表・添田和博）                                                                                             | 今回より「メルマ旬報.TV」の水道橋博士記載を省略（欠席のみ記載）      |
| 59  | 1月14日  | 旬：碇本学「注目の女流作家たち」／匠：7A（絵本作家・権田章江）／異：ヒラノノゾミ「ゴジラだ！ロボだ！ロケットだ！」篇（タイヤ公園（西六郷公園））                                                                                           |                                                                      |
| 60  | 1月21日  | 旬：丸屋九兵衛「番組初の公開収録 BIGBANGについて語る」／角海先生「就職活動」篇／匠：南大介「筋肉食堂マネージャー・谷川俊平」 |                                                                      |
| 61  | 1月28日  | 旬：サンキュータツオ「水道橋博士が泰葉との結婚計画を水面下で進行していた！？」／匠：南大介（絵師・羽水もきゅ）／異：ヒラノノゾミ「霊界の居酒屋」篇                                                                                         |                                                                      |
| 62  | 2月4日   | 旬：越前屋俵太「越前屋しか知らないビートたけしの逸話 Part1」／角海先生「成功」篇／匠：穂川果音（サバゲーフィールドオーナー・渡部太之） | 公開収録                                                             |
| 63  | 2月11日  | 旬：越前屋俵太「越前屋しか知らないビートたけしの逸話 Part2」／匠：穂川果音「プロテニスコーチ・西郷隆幸」 | 公開収録                                                             |
| 64  | 2月18日  | 旬：立川吉笑「現在落語論"から、立川流の上下関係について語る」／匠：マッハスピード豪速球「日本舞踊家・花柳幸舞音」／渋谷のほんだな：浜崎容子（アーバンギャルド）P1                                                                          | 渋谷のラジオ 87.6MHzに出演するゲストがオススメの本を紹介するコーナー |
| 65  | 2月25日  | 旬：九龍ジョー「いま注目すべきコンテンツとは」／匠：マッハスピード豪速球「スパイスアーティスト・ラビ」 |                                                                      |
| 66  | 3月4日   | 旬：大谷ノブ彦（ダイノジ）『連載「中居正広論について」Part1』／角海先生「花粉症」篇／匠：マッハスピード豪速球「夜のケーキ屋さん・Juli」 |                                                                      |
| 67  | 3月11日  | 旬：大谷ノブ彦（ダイノジ）「中居正広論 Part2」／匠：のの子「甘酒コラボレーター・山崎綾乃」 |                                                                      |
| 68  | 3月18日  | 旬：「ユウキロックが語る、芸人という生き方」／匠：のの子「プロフットバッグプレイヤー・石田太志」 |                                                                      |
| 69  | 3月25日  | 旬：てれびのスキマ／角海先生「高所恐怖症」篇／匠：おくまん「SAKEミクソロジスト・千葉麻里絵」 |                                                                      |
| 70  | 4月1日   | 旬：木爾チレン「木爾チレンとは何者か？」／匠：おくまん「プロ社交ダンサー、遠藤幸彦・遠藤幸子）／異：長谷川怜華「明治大学博物館」篇 |                                                                      |
| 71  | 4月8日   | 旬：相沢直／角海先生「出会い」篇／匠：無法松「キャンドル作家・刀祢裕子」 |                                                                      |
| 72  | 4月15日  | 旬：竹内義和「嘘ではない竹内義和の話。」／匠：無法松「メンタルビジョントレーナー・松島雅美」／異：長谷川怜華「プログレス」篇 |                                                                      |
| 73  | 4月22日  | 旬：コラアゲンはいごうまん「嘘みたいやけどホンマの話」／匠：渡辺亜紗美・島崎莉乃 （Cheeky Parade）「肉塊UNO店長・宇野翔士」／このマンガについて語りたい：SLOWRUN（Part1）                                                                  |                                                                      |
| 74  | 4月29日  | 旬：スージー鈴木／匠：渡辺 亜紗美・島崎 莉乃 （Cheeky Parade）「カリグラファー・西村弥生」／このマンガについて語りたい：SLOWRUN（Part2）                                                                                                   |                                                                      |
| 75  | 5月6日   | 旬：シンデレラエキスプレス渡辺「80～90年代のお笑いシーン」／匠：くろえとおる「マグロめきき職人」／このマンガについて語りたい：SLOWRUN（Part3）                                                                                             |                                                                      |
| 76  | 5月13日  | 旬：やまもと茂「若き水道橋博士の封印されたエピソード」／角海先生「サングラス」篇／匠：茜さや「似顔絵アーティスト・はんだなんだ」 |                                                                      |
| 77  | 5月20日  | 旬：原田専門家「メルマ旬報オリジナルＴシャツをいかにブレイクさせるか！」／匠：コショージメグミ（Maison book girl）「マジシャン・アレス」                                                                                                   |                                                                      |
| 78  | 5月27日  | 旬：「土屋敏男が語るＶＲについて」／角海先生「自殺をしない方法」篇／：井上唯（Maison book girl ）「管理栄養士トレーナー・山田賢児」 |                                                                      |
| 79  | 6月3日   | 旬：角田龍平「ラジオについて語る」／匠：井上唯（メゾンブックガール）「仏師・関侊雲」／異：虹の黄昏「指人形笑吉」篇 |                                                                      |
| 80  | 6月10日  | 旬：角田陽一郎「これからのテレビ」／角海先生「努力」篇／匠：モグライダー「アーティストクリエイター・ロボットのぞみ」 |                                                                      |
| 81  | 6月17日  | 旬：谷川貞治「強さとは何か」／匠：モグライダー 「ヨーヨーパフォーマー・SOUL」 |                                                                      |
| 82  | 6月24日  | 旬：尾崎世界観「苦汁100％の裏側」／角海先生「貯金」篇／匠：錦織めぐみ（ホペイロ・渡部哲郎） |                                                                      |
| 83  | 7月8日   | 旬：マッハスピード豪速球ガン太「マッハスピード豪速球ライブについて語る」／匠：錦織めぐみ「家具作りたいおっさん・阪井信明」／異：和地つかさ「あさくら画廊」篇                                                                               |                                                                      |
| 84  | 7月15日  | 旬：吉川圭三「衝撃映像番組の誕生と、テッド柴田氏について」／角海先生「シングルマザー」篇／匠：錦織めぐみ「鉄の彫刻家・眞壁廉」 |                                                                      |
| 85  | 7月22日  | 旬：「越前屋俵太と吉川圭三が たけしとさんまとテレビを語る Part1」／匠：なでしこ・南一花（ヤなことそっとミュート）「花火コーディネーター・長谷川公章」／旬2：水道橋博士対談ライブ「BAN BAN BAN」博士・丸屋九兵衛「BIGBANGについて語り合う」 |                                                                      |
| 86  | 7月29日  | 旬：細田昌志「プロモーター野口修について語る」／「越前屋俵太と吉川圭三が たけしとさんまとテレビを語る Part2」／匠：なでしこ・南一花（ヤなことそっとミュート）「べっ甲職人・松本仙翠」                                                      |                                                                      |
| 87  | 8月5日   | 旬：コトブキツカサ/「越前屋俵太と吉川圭三が たけしとさんまとテレビを語る Part3」 /お仕事図鑑：「小説家・道尾秀介」 |                                                                      |
| 88  | 8月12日  | 旬：木村綾子「太宰を通して当時の世俗を語る」／匠：ピーマンズスタンダード「飴細工アーティスト・蜜咲ばぅ」／異：和地つかさ「爬虫類空間」篇                                                                                                   |                                                                      |
| 89  | 8月19日  | 旬：RAM RIDER「お色気番組の歴史と、映画の邦題問題を語る」／角海先生「呼び方」篇／匠：ピーマンズスタンダード「版画摺師・尾﨑正志」 |                                                                      |
| 90  | 8月26日  | 旬：松原隆一郎／匠：コラアゲンはいごうまん（製硯師・青柳貴史）／異：じゅじゅ「台場怪奇学校」篇 |                                                                      |
| 91  | 9月2日   | 旬：とみさわ昭仁／角海先生「夏休みの宿題」篇／匠：コラアゲンはいごうまん「製硯師・青柳貴史」 |                                                                      |
| 92  | 9月9日   | 旬：萩原正人「アルバイト時代の奇跡的なエピソードを語る。」／匠：コラアゲンはいごうまん「インソール職人・森健」 |                                                                      |
| 93  | 9月16日  | 旬：やきそばかおる「面白い地方ラジオ番組について語る」／角海先生「冬」篇／匠：鈴木咲「モデリスト・長谷川彰良」 |                                                                      |
| 94  | 9月23日  | 旬：西原亜希／匠：鈴木咲（天使画家・岸田尚）／異：じゅじゅ「ヴァンパイアカフェ」篇 |                                                                      |
| 95  | 9月30日  | 旬：てれびのスキマ「笑福亭鶴瓶論を語る」／角海先生「料理」篇／匠：鈴木咲「クラフトマン・磯野尚久」 |                                                                      |
| 96  | 10月7日  | 旬：押切伸一「脳卒中からリハビリ中の今、当時のエピソードを語る。」／匠：月野帯人（ドッグトレーナー・遠藤暁彦）／異：マッチョ29（コアラ小嵐・サイヤマングレート）「花船長キタムランド」篇                                                   |                                                                      |
| 97  | 10月14日 | 旬：西寺郷太（ノーナ・リーヴス）／角海先生「怖い話」篇／匠：月野帯人「tribox代表取締役・中島悠」 |                                                                      |
| 98  | 10月21日 | 旬：西寺郷太（ノーナ・リーヴス）「堀込泰行さん、作家の「燃え殻」さんについて語る」／匠：月野帯人（習クワ・石井克巳）／異：マッチョ29（コアラ小嵐・サイヤマングレート）「DJ Bar ネオマスカレード」篇                                        |                                                                      |
| 99  | 10月28日 | 旬：相沢直「ザ☆フランス座の裏話を語る。」／角海先生「自転車」篇／匠：椎名エル・宮島るりか（むすびズム）「 プロボクサー・坂本大輔」 |                                                                      |
| 100 | 11月4日  | 旬：田崎健太「UWF、そして田崎さん自身の取材論を語る」／匠：椎名エル・宮島るりか（むすびズム）「武人画師・こうじょう雅之」／異：校庭カメラギャル（らみら たらった・きゃっち まいはー）「ヘアモード高橋」篇                                  |                                                                      |
| 101 | 11月11日 | 旬：樋口毅宏「奥さんとの壮絶な日常を語る」／角海先生「断捨離」篇／匠：ヤママチミキ・ココ・パーティン・ココ（GANG PARADE）「フィルムカメラ修理師・渡辺たぬき」                                                                              |                                                                      |
| 102 | 11月18日 | 旬：木爾チレン「BLをテーマに、性や恋愛感情を語り合う。」／匠：GANG PARADE（ヤママチミキ＆ココ・パーティン・ココ）「リバティクロス オーナー・阿部輝夫」／異：校庭カメラギャル（らみた たらった・きゃっち まいはー）「カップ麺ギャラリー」篇 |                                                                      |
| 103 | 11月25日 | 旬：九龍ジョー「スーパー歌舞伎の魅力について語る」／角海先生「眠気」篇／匠：GANG PARADE（ヤママチミキ＆ココ・パーティン・ココ）「プロゲーマー・えいた」                                                                                    |                                                                      |
| 104 | 12月2日  | 旬：茂田浩司「天才格闘家、那須川天心を熱く語る」／匠：小松準弥「：ELCASION（エルカジョン）オーナー・大下徹」／異：校庭カメラギャル（らみた たらった・きゃっち まいはー）「9SARI CAFE」篇                                                   |                                                                      |
| 105 | 12月9日  | 旬：柳田光司「テレビ業界 アウトレイジ列伝」／角海先生「ラジオ」篇／匠：小松準弥「ピッツァイオーロ・佐々木稔」 |                                                                      |
| 106 | 12月16日 | 旬：酒井若菜「marble×メルマ旬報 W編集長対談 前編」／匠：小松準弥「占い師・脇田尚揮」／異：槙田紗子「電脳九龍城」篇 |                                                                      |
| 107 | 12月23日 | 旬：酒井若菜「marble×メルマ旬報 W編集長対談 後編」／角海先生「夫の実家」篇／匠：鎌田紘子「競技ポールダンサー・曼珠沙華」 |                                                                      |
| 108 | 12月30日 | 旬：立川吉笑「芸人の上下関係」／匠：鎌田紘子「人形作家・山本淳一」／異：槙田紗子「横浜ディープツアー」篇 |                                                                      |

### 2018年
| 回  | 放送日   | ゲスト（出演コーナー・企画内容） | 備考 |
| --- | -------- | --- | ---- |
| 109 | 1月6日   | 旬：村上和彦「AbemaTV『72時間ホンネテレビ」』について語る」／角海先生「父の体調」／匠：鎌田紘子「アニメ監督・本多敏行」                                            |      |
| 110 | 1月13日  | 旬：碇本学「2018年の碇本学」／匠：旋律フリージア「ペン回しパフォーマー・kay」／異：松原タニシ「参拝するときゅんとする寺」篇                                        |      |
| 111 | 1月20日  | 旬：立川談慶「落語界の宗派」／角海先生「ながらスマホ」／匠：旋律フリージア「つまみかんざし職人・穂積実」                                                           |      |
| 112 | 1月27日  | 旬：杉江松恋/匠：天晴れ！原宿（朝比奈れい 中江さき）「ミニ四駆」/異：松原タニシ                                                                                    |      |
| 113 | 2月3日   | 旬：角田陽一郎「メルマ旬報をもっと盛り上げるには」／角海先生「アイドル」／匠：天晴れ！原宿「チョークアーティスト・河野真弓」                                       |      |
| 114 | 2月10日  | 旬：吉川圭三／：天晴れ！原宿「顔ヨガ講師・間々田佳子」／異：松原タニシ「私生活を覗けるギャラリー」（手帳類図書室）                                                 |      |
| 115 | 2月17日  | 旬：谷川貞治『NEW格闘技エンターテイメント「巌流島」』／角海先生「失敗談」／匠：北口美愛「五つ星お米マイスター・小池理雄」                                          |      |
| 116 | 2月24日  | 旬：木村綾子「博士の愛娘にオススメしたい本」／匠：北口美愛「フードスタイリスト・マロン」／異：月見峠「妖怪づくしのギャラリーショップ」篇                           |      |
| 117 | 3月3日   | 旬：原タコヤキ君『君は世の中とプロレスする雑誌「紙のプロレス」を知っているか！』／角海先生「お受験」／：北口美愛「ボディジュエリスト・村上直子」                   |      |
| 118 | 3月10日  | 旬：ダースレイダー／匠：ハイパーヨーヨ「元禄まつど村 村長・中舘金一郎」／異：月見峠「イチゴのミラクルワールド」篇                                                  |      |
| 119 | 3月17日  | 旬：小川紗良／角海先生「カメラ」／匠：ハイパーヨーヨ「提灯職人・八嶋正典」                                                                                         |      |
| 120 | 3月24日  | 旬：丸屋九兵衛「越境者列伝」／匠：ハイパーヨーヨ「和菓子職人・松戸栄二」／異：月見峠「最終章 」                                                                    |      |
| 121 | 3月31日  | 旬：コラアゲンはいごうまん「おマヌケくださいの真実」／角海先生「ランニング」／匠：エルシャラカーニ「カルトナージュアーティスト・萩谷麻衣子」                       |      |
| 122 | 4月7日   | 旬：竹内義和「腰痛という名の樹海」／匠：エルシャラカーニ「ワードペインター・たっくんコドナの落書き」／トリセツ（以下「ト」）：始発待ちアンダーグラウンド「瓦割り」 |      |
| 123 | 4月14日  | 旬：松崎まこと／角海先生「ガイア理論」／匠：エルシャラカーニ「講演家・プロギャンブラーのぶき」                                                                     |      |
| 124 | 4月21日  | 旬：東良美季／匠：劇場版ゴキゲン帝国「ビーチテニス・山本直晃」／ト：始発待ちアンダーグラウンド「フクロウ」                                                         |      |
| 125 | 4月28日  | 旬：ユウキロック「お笑いにおける強さとは」／角海先生「バードウォッチング」／匠：劇場版ゴキゲン帝国「ミニチュア寿司職人・池野弘礼」                                 |      |
| 126 | 5月5日   | 旬：集団行動 (バンド)「水道橋博士と集団行動」／匠：劇場版ゴキゲン帝国「芸者・向じま ひまり」／ト：始発待ちアンダーグラウンド「バク転」                             |      |
| 127 | 5月12日  | 旬：SHO&YOH「新日本プロレス注目の若手レスラーSYO&YOH初登場！」／角海先生「古本」／匠：神使轟く、激情の如く。「空間デザイナー・岸本江梨」                           |      |
| 128 | 5月19日  | 旬：シンデレラエキスプレス渡辺「結成30年、50歳で芸人という生き方」／：神使轟く、激情の如く。「出張バーテンダー・溝江雅美」／ト：ラバーガール「ムエタイ」           |      |
| 129 | 5月26日  | 旬：マッハスピード豪速球ガン太「フリーになったマッハスピード豪速球」／角海先生「東京」／匠：原田真緒「チョリパン専門店 オーナー・中尾真也」                        |      |
| 130 | 6月2日   | 旬：スージー鈴木「80年代音楽の神イントロを分析」／匠：原田真緒「スノーボード専門店オーナー・名取崇史」／ト：ラバーガール「金魚すくい」                             |      |
| 131 | 6月9日   | 旬：やまもと茂「若き日の水道橋博士伝説」／角海先生「プレゼント」／匠：原田真緒「エアブラシアーティスト・高橋英司」                                                 |      |
| 132 | 6月16日  | 旬：てれびのスキマ「日本テレビ黄金期の伝説」／匠：爆裂女子「サウンドスタイリスト・大河内康晴」／ト：ラバーガール「写経」                                           |      |
| 133 | 6月23日  | 旬：西寺郷太「西寺郷太 驚愕のノート術」／角海先生「ハゲ」／匠：爆裂女子「革靴職人・西森真二」                                                                      |      |
| 134 | 6月30日  | 旬：相沢直「ザ☆フランス座7の見どころ」／匠：爆裂女子「オカリナスペシャリスト・みると」／ト：RHYMEBERRY「メロンパンの食べ方」                                       |      |
| 135 | 7月7日   | 旬：田崎健太「プロレスラー取材の裏側」／角海先生「兄弟喧嘩」／匠：大狸ぽんぽこ「アクアボードインストラクター・尾崎伸一」                                           |      |
| 136 | 7月14日  | 旬：樋口毅宏「博士におススメしたい最新映画」／匠：大狸ぽんぽこ「刀剣修復家・大塚寛信」／ト：RHYMEBERRY「スポーツチャンバラ」                                       |      |
| 137 | 7月21日  | 旬：吉川圭三「日テレ 緑の血液が流れる男」／角海先生「最後の晩餐」／匠：大狸ぽんぽこ「翻訳家・樹紫苑」                                                              |      |
| 138 | 7月28日  | 旬：立川談慶「師匠 立川談志の言葉」／匠：WHY@DOLL「フラメンコダンサー・沼間亜弓」／ト：RHYMEBERRY「もんじゃ焼きの作り方」                                          |      |
| 139 | 8月4日   | 旬：RAM RIDER「RAMさんのヨーロッパ遠征」／角海先生「話が長い人」／匠：WHY@DOLL「食品サンプルアーティスト・江波ゆきこ」                                             |      |
| 140 | 8月11日  | 旬：原田専門家『「はかせのみせ」の店長に転身』／匠：WHY@DOLL「フッチボーラー代表・土居エジソン」／ト：まちむすめ「カホン」                                         |      |
| 141 | 8月18日  | 旬：立川吉笑／角海先生「マンガ」／：愛乙女☆DOLL「お風呂博士・石川泰弘」                                                                                            |      |
| 142 | 8月25日  | 旬：丸屋九兵衛「防弾少年団（BTS）を語る」／匠：愛乙女☆DOLL「バルーンアーティスト・中島久美」／ト：まちむすめ「そば打ち」                                           |      |
| 143 | 9月1日   | 旬：木爾チレン「女性に響く本のタイトル」／角海先生「俳句」／匠：愛乙女☆DOLL「金魚絵師・堀隆介」                                                                    |      |
| 144 | 9月8日   | 旬：土屋敏男／匠：アナログタロウ「パン講師・吉永麻衣子」／：病ンドル「茶道」                                                                                       |      |
| 145 | 9月15日  | 旬：櫛野展正「アウトサイダーアートの世界」／角海先生「くじ」匠：アナログタロウ「書道家・粟津紅花」                                                                 |      |
| 146 | 9月22日  | 旬：碇本学「ススメたい本」／匠：アナログタロウ「ライブハウス店長・野田賢輔」／ト：病んドル「シューティング」                                                       |      |
| 147 | 9月29日  | 旬：松原隆一郎「頼介伝について」／角海先生「占い」／匠：EMPiRE「ガラス作家・貴島雄太朗」                                                                           |      |
| 148 | 10月6日  | 旬：倉本美津留／匠：EMPiRE「ライター・ブロガー、小林香織」／ト：Q-pitch「前髪のセルフカット」                                                                      |      |
| 149 | 10月13日 | 旬：角田龍平「注目のB級ニュース」／角海先生「AI」／匠：EMPiRE「黒いチーズケーキ職人・木村賢信」                                                                    |      |
| 150 | 10月20日 | 旬：九龍ジョー／匠：チェリー吉武「ヴィザジスト・深澤友理子」／ト：Q-pitch「さんまの焼き方」                                                                        |      |
| 151 | 10月27日 | 旬：押切伸一「合気道の技」前編／角海先生「座右の銘」／匠：「」 |      |
| 152 | 11月3日  | 旬：とみさわ昭仁／匠：チェリー吉武「模型作家・宮澤雅文」／ト：つりビット（小西杏優、長谷川瑞）「ラテアート」                                                       |      |
| 153 | 11月10日 | 旬：KUSHIDA「バック・トゥ・ザ・フューチャの魅力を語る」／角海先生「雑草」／匠：ヤーレンズ「木札職人・丸島典雅」                                                    |      |
| 154 | 11月17日 | 旬：越前屋俵太「消えた芸能人 越前屋俵太さんを捕獲」／匠：ヤーレンズ「畳職人・菅沼良二」／ト：つりビット「鍵盤ハーモニカ」                                          |      |
| 155 | 11月24日 | 旬：エムカク「明石家さんまヒストリー／明石家さんまの人生を紡ぐ男」／角海先生「プロフェッショナル」／匠：ヤーレンズ「豆腐職人・安藤徳次」                           |      |
| 156 | 12月1日  | 旬：萩原正人「死ぬ前に飛べ！」／匠：コトブキツカサ「黄土漢方蒸しインストラクター・小林雅江」／ト：中村葵「こじらせ男子」                                           |      |
| 157 | 12月8日  | 旬：松崎まこと、辻凪子「注目の若手女優」／角海先生「ゲーム」／匠：コトブキツカサ「塩らーめん専門店 店主・市川誠」                                                  |      |
| 158 | 12月15日 | 旬：茂田浩司「那須川天心他、2018年の格闘技業界を総括」／匠：コトブキツカサ「砂時計専門店オーナー・和田朱美」／ト：中村葵「ミニアチュール」                         |      |
| 159 | 12月22日 | 旬：小川紗良「2018年の小川紗良を振り返る」／角海先生「自動販売機」／匠：Aマッソ「株式会社演劇2.0代表・『オニ社長』」                                               |      |
| 160 | 12月29日 | 旬：村上和彦「今だから語れる新潮45の休刊」／匠：Aマッソ「ドッジボール女子日本代表キャプテン・谷村有紀」／ト：THE BANANA MONKEYS「イマドキおせち」                  |      |

### 2019年
| 回  | 放送日   | ゲスト | 備考                                                 |
| --- | -------- | --- | ---------------------------------------------------- |
| 161 | 1月5日   | 旬：杉江松恋「ノンフィクション作家・増田俊也について語る」／角海先生「新元号」／匠：放課後プリンセス・舞花「陶芸家・長橋明孝」 |                                                      |
| 162 | 1月12日  | 旬：倉田茉美「バチェラージャパンシーズン2覇者がついに、メルマ旬報TVに登場!」／匠：放課後プリンセス・舞花「セットアッパー・石井正人」／ト：THE BANANA MONKEYS「謝罪」                                                                              | 今回特集した「セットアッパー」は楽器の調整をする仕事 |
| 163 | 1月16日  | 旬：長谷川瞳、東良美季「元AVクイーンにして、現役ソープ嬢の長谷川瞳さんが降臨」／角海先生「仕事が遅い」／匠：さすらいラビー「ヴィジュアル系専門メイクアップアーティスト・青木万凜」                                                                |                                                      |
| 164 | 1月26日  | 旬：集団行動（バンド。西浦謙助、ミッチー）「集団行動のリーダー、真部修一さんがいない隙にバンドのリズム隊がトークで躍動する!」／匠：さすらいラビー「NYスタイル古民家レストラン共同オーナー・田中聡・大富史郎」／ト：マシンガンズ「ジェントルマン」 |                                                      |
| 165 | 2月2日   | 旬：シンデレラエキスプレス渡辺「松竹芸能のランドマーク 角座の歴史について」／角海先生「車」／匠：さすらいラビー「着物アーティスト・MarMu」 |                                                      |
| 166 | 2月9日   | 旬：ダースレイダー「ビートたけし オフィス北野独立の、インサイドストーリーを語る」／匠：シェパード太郎「イルミネーションディレクター・東貴子」／ト：マシンガンズ「ウォールハンドボール」                                                           |                                                      |
| 167 | 2月16日  | 旬：田崎健太「レジェンド芸人たちの生き様に迫る!」／角海先生「引退」／匠：シェパード太郎「フリースタイルフットボーラー・Yo」 |                                                      |
| 168 | 2月23日  | 旬：原田専門家「水道橋博士から受け継いだ雑貨屋を守る男。原田専門家」／匠：シェパード太郎「佃煮職人・塚越美智子」／ト：立川吉笑「モノマネ」 |                                                      |
| 169 | 3月2日   | 旬：マッハスピード豪速球ガン太「ビートたけし杯 漫才日本一になった男」／角海先生「凝り性」／匠：ランジャタイ「便利屋・武藤謙太」 |                                                      |
| 170 | 3月9日   | 旬：竹内義和「関西サブカル界の重鎮 竹内義和の2019年の抱負を聞く」／匠：ランジャタイ「精密部品機械加工会社代表・澤伸弥」／ト：立川吉笑「椅子トレーニング」                                                                                         |                                                      |
| 171 | 3月16日  | 旬：片山慎三「樋口毅宏激賞！映画『岬の兄弟』について片山慎三監督と語る」／角海先生「天職」／匠：ランジャタイ「ボクシングジム会長・三迫将弘」 |                                                      |
| 172 | 3月23日  | 旬：原タコヤキ君、堀江ガンツ「伝説の雑誌『紙のプロレス』を知っているか」／匠：松島史奈「バンデイラサッカー山田暢久選手」／ト：エル・カブキ「スピリチュアルごはん」                                                                                |                                                      |
| 173 | 3月30日  | 旬：RAM RIDER、Ayane「あのRAM RIDERがプロデュース。アイドルユニットEVERYDAYSからAyaneが登場!」／角海先生「お別れ」／匠：松島史奈「帽子デザイナー市瀬晶子」                                                                                        |                                                      |
| 174 | 4月6日   | 旬：西寺郷太（ノーナ・リーヴス）「NONA REEVES 西寺郷太が語るポップカルチャー論」／樋口毅宏、ランジャタイ、／匠：松島史奈「テイラーギター専門プロショップオーナー・細沢弘光」／ト：エル・カブキ「心理タロット」                                    |                                                      |
| 175 | 4月13日  | BS×BS（以下B）：長久允「2019日本映画再注目の一本。映画『WE ARE LITTLE ZOMBIES』長久允監督に直撃!」／角海先生「謝罪」／匠：橋下美好「 遺影写真家・能津喜代房」                                                                                     | 新コーナー「BS×BS」開始                              |
| 176 | 4月20日  | B：姫乃たま「地下アイドル・姫乃たま 活動終了の心境を語る」／匠：橋下美好「たこ焼き居酒屋・永野恭平」ト：EVERYDAYS（りりちゃぴ、Ayane、EMi）「靴磨き」                                                                                             |                                                      |
| 177 | 4月27日  | B：木爾チレン「木爾チレン 渾身の新刊『これは花子による花子の為の花物語』を語る!」／角海先生「機嫌」／匠：橋下美好「舞踏家・飯田晃一」 |                                                      |
| 178 | 5月4日   | B：伊藤桃「JR完全乗車・鉄道アイドル伊藤桃 が、ついに掘り下げた私鉄は!?」／ト：EVERYDAYS「風呂敷包み」／特集コーナー：松永天馬（アーバンギャルド）「松永天馬と本の世界 Part1」                                                                     |                                                      |
| 179 | 5月11日  | B：MINT mate box「話題のSNS発バンド・MINT mate boxが新時代の抱負を語る」／角海先生「村上春樹」／特集コーナー：「松永天馬 Part2」／ |                                                      |
| 180 | 5月18日  | B：山田ルイ53世／ト：あゆみくりかまき「台湾茶藝」／特集コーナー：「松永天馬 Part3」 |                                                      |
| 181 | 5月25日  | B：エレキコミック 前編「水道橋博士とエレキコミックが、あのダイノジ大谷事件を振り返る」／角海先生「イチロー」／匠：ぺこぱ「珍味・おつまみの匠」 | 水道橋博士が番組復帰                                 |
| 182 | 6月1日   | B：エレキコミック 後編『エレキコミックが「やついフェス」の展望を語る』／匠：ぺこぱ「マサラワーラーの匠」／ト：あゆみくりかまき「カレー」 |                                                      |
| 183 | 6月8日   | B：エル・カブキ「マセキの芸人・エル・カブキが水道橋博士との再会に成功」／角海先生「雨」／匠：ぺこぱ「アイス評論家・アイスマン福留」 |                                                      |
| 184 | 6月15日  | B：高野政所「W前科おじさん・水道橋博士＆高野政所が、自らの前科を振り返る」／匠：中山瑠華・増田リオ（君の隣のラジかるん）「活版印刷・中野好雄」／ト：倉田茉美「パンケーキ」                                                                        |                                                      |
| 185 | 6月22日  | B：吉川圭三「テレビ業界震撼の一冊「泥の中を泳げ」を著者・吉川圭三と語る」／角海先生「老眼」／匠：中山瑠華・増田リオ（君の隣のラジかるん）「料理を作る人・大庭良介」                                                                               |                                                      |
| 186 | 6月29日  | B：村本大輔「NO TABOO一本勝負」／匠：中山瑠華・増田リオに（君の隣のラジかるん）「ミスグランドジャパン・吉井絵梨子」／ト：倉田茉美「砥石を研ぐ」                                                                                                   |                                                      |
| 187 | 7月6日   | B：大谷ノブ彦／角海先生「オリンピック」／匠：SANDAL TELEPHONE（夏芽ナツ、小町まい）「ドローンプロデューサー・横田淳」 |                                                      |
| 188 | 7月13日  | B：本橋信宏「『全裸監督』著者・本橋信宏とNetflix版『全裸監督』について語る」／匠：SANDAL TELEPHONE（夏芽ナツ、小町まい）「プロパノータ・菅井肇」／ト：高橋茉奈「釣りの極意」                                                                      |                                                      |
| 189 | 7月20日  | B：コラアゲンはいごうまん「令和ブレイク待ったなしの芸人・コラアゲンはいごうまんを知っているか!」／角海先生「40代」／J-WAVE『BKBK』公開収録 Part1：鈴木涼美、峰なゆか、大倉眞一郎、原カントくん                                                    |                                                      |
| 190 | 7月27日  | B：柴田紗希「モデル・柴田紗希が自身のWEBマガジン『Leads』を語る」／ト：高橋茉奈「箸の使い方」／J-WAVE『BKBK』公開収録 Part2：鈴木涼美、峰なゆか、大倉眞一郎、原カントくん                                                                         |                                                      |
| 191 | 8月3日   | B：角田陽一郎「バラエティプロデューサー角田陽一郎にアウトプットの極意を聞く」／角海先生「格闘技」／J-WAVE『BKBK』公開収録 Part3：鈴木涼美、峰なゆか、大倉眞一郎、原カントくん                                                                     |                                                      |
| 192 | 8月10日  | B：本間朋晃／匠：SANDAL TELEPHONE（夏芽ナツ、小町まい）「和裁士」／ト：小笠原まさや「匂い袋」 |                                                      |
| 193 | 8月17日  | B：SHE IS SUMMER／角海先生「開発」／匠：ミルクス本物（檜山奈南果、新居睦美）「日本画家」 |                                                      |
| 194 | 8月24日  | B：THE BANANA MONKEYS／ミルクス本物（新居睦美、檜山奈南果）「ト術ミュージシャン・タナカジュリ」／ト：小笠原まさや「歯磨き」 |                                                      |
| 195 | 8月31日  | B：小宮山雄飛 前編「ホフディラン・小宮山雄飛にレモンライスの奥深さを伺う」／角海先生「話術」／匠：ジグザグジギー「せんべい職人」 |                                                      |
| 196 | 9月7日   | B：小宮山雄飛 後編「ホフディラン・小宮山雄飛が最近ハマっているもの、それは「救心」』／匠：ジグザグジギー「味噌職人」／ト：街裏ぴんく「涙活」 |                                                      |
| 197 | 9月14日  | B：鈴木涼美「浮気童貞・水道橋博士が、作家・鈴木涼美と女を語る」／角海先生「ポジション」／匠：ジグザグジギー「トランスパフォーマー」 |                                                      |
| 198 | 9月21日  | B：三上悠亜、カルロス矢吹「三上悠亜とカルロス矢吹が語る最新K－POP事情」／匠：三拍子「シンガーソングライター・大貫永晴」／ト：街裏ぴんく「アンガーマネジメント」                                                                                   |                                                      |
| 199 | 9月28日  | B：ワタナベイビー「ホフディランのワタナベイビーが水道橋博士と子育てについて語る」／角海先生「最終回」／匠：三拍子「鰹節の目利き」 |                                                      |
| 200 | 10月5日  | B：いとうせいこう 前編『いとうせいこう、「ラブという薬」を語る』／オンダナ（以下「音」）／クジラ夜の街・宮崎一晴 |                                                      |
| 201 | 10月12日 | B：いとうせいこう 後編『いとうせいこうと「国境なき医師団」』／音：ぷらそにか・西山晃世 |                                                      |
| 202 | 10月19日 | B：鈴木拓「鈴木拓（ドランクドラゴン）、クズ芸人の汚名を晴らす!?」／音：ぷらそにか・幾田りら |                                                      |
| 203 | 10月26日 | B：小林香菜「元AKB48・小林香菜が、整形とギャンブルとダメ彼氏について語る」／音：いとうせいこう |                                                      |
| 204 | 11月2日  | B：Sundayカミデ「Sundayカミデ、驚愕の大阪時代の伝説を語る。」／音：Laura day romance・井上花月 |                                                      |
| 205 | 11月09日 | B：CHAI・ユウキ／音：松本大輝 |                                                      |
| 206 | 11月16日 | B：ジョニー大蔵大臣（バンド・水中、それは苦しい）／音：加治ひとみ |                                                      |
| 207 | 11月23日 | B：サヘル・ローズ「サヘル・ローズがイラン映画について語る」／音：ぷらそにか・Foi |                                                      |
| 208 | 11月30日 | B：早川光「早川光が、江戸前寿司のシャリと握りの技について語る」／音：The Songbards・松原有志 |                                                      |
| 209 | 12月7日  | B：ニコラス・ペタス／音：The Songbards・松原有志 |                                                      |
| 210 | 12月14日 | B：秀島史香「ラジオDJ・秀島史香が本を書いたら、こんな話になりました」／音：ベーシスト・えらめぐみ |                                                      |
| 211 | 12月21日 | B：ラサール石井「ラサール石井はなぜ,生き急ぐのか!」／音：ЯeaL・Ryoko |                                                      |
| 212 | 12月28日 | B：大槻ケンヂ「大槻ケンヂが、水道橋博士とプロレスについて語る」／音：Velvet Sighs・ REM |                                                      |

### 2020年
| 回  | 放送日   | サブタイトル又はゲスト | 備考            |
| --- | -------- | --- | --------------- |
| 213 | 1月4日   | B：尾上松也「尾上松也が、水道橋博士にコメンテーターの秘訣を聞く」／音：平井正也                                           |                 |
| 214 | 1月11日  | B：佐藤ノア「佐藤ノアにSNSの極意を授かる」／音：Tam                                                                       |                 |
| 215 | 1月18日  | B：「イノウエアツシ（ニューロティカ）、水道橋博士とアントニオ猪木を語る」／音：本松美紅                                   |                 |
| 216 | 1月25日  | B：小日向えり「歴ドル・小日向えり、幕末の魅力を語る」／音：オワリカラ・カメダタク                                         |                 |
| 217 | 2月1日   | B：上中丈弥（THE イナズマ戦隊）「上中上弥（THE イナズマ戦隊）、水道橋博士と格闘技ブームを振り返る」／音：ジョニー大蔵大臣 |                 |
| 218 | 2月8日   | B：田中大貴／音：オワリカラ・タカハシヒョウリ                                                                             |                 |
| 219 | 2月15日  | B：福西崇史／音：Schroeder-Headz・渡辺シュンスケ                                                                          | 3月27日に再放送 |
| 220 | 2月22日  | B：三上寛／音：ギターパンダ・山川のりを                                                                                   |                 |
| 221 | 2月29日  | B：猫ひろし／音：奇妙礼太郎                                                                                               |                 |
| 222 | 3月7日   | B：中谷日出／音：ELEKIBASS・サカモトヨウイチ                                                                              |                 |
| 223 | 3月14日  | B：坪井ミサト／KEI |                 |
| 224 | 3月21日  | B：清水泰地／中村竜 |                 |
| 225 | 4月4日   | ひかぷぅ |                 |
| 226 | 4月11日  | DR.コパ2号 |                 |
| 227 | 4月18日  | 吉田照美 |                 |
| 228 | 4月25日  | 角川慶子 |                 |
| 229 | 5月2日   | 稲田豊史 |                 |
| 230 | 5月9日   | つまみ枝豆 |                 |
| 231 | 6月13日  | 居島一平 |                 |
| 232 | 6月20日  | 映画秘宝編集長・岩田和明                                                                                                  |                 |
| 233 | 6月27日  | ちゃんもも◎ |                 |
| 234 | 7月4日   | フランスで最も有名な日本人TOBI（Les Romanesques）と語る                                                                   |                 |
| 235 | 7月11日  | 山口めろん |                 |
| 236 | 7月18日  | サンキュータツオ |                 |
| 237 | 7月25日  | 村雨辰剛 |                 |
| 238 | 8月1日   | 立川志らべ |                 |
| 239 | 8月8日   | ダンカン |                 |
| 240 | 8月15日  | ラッシャー板前 |                 |
| 241 | 8月22日  | 北村紗衣 |                 |
| 242 | 8月29日  | マシンガンズ滝沢 |                 |
| 243 | 9月5日   | 和田彩花の美術愛が炸裂！                                                                                                  |                 |
| 244 | 9月12日  | 家田荘子 |                 |
| 245 | 9月19日  | 精神科医にしてミュージシャン 星野概念さんと考えてみた「コロナ禍」                                                         |                 |
| 246 | 9月26日  | 百獣の王・武井壮 |                 |
| 247 | 10月3日  | ノンフィクション作家・田崎健太                                                                                            |                 |
| 248 | 10月10日 | 音楽評論家・スージー鈴木                                                                                                  |                 |
| 249 | 10月17日 | ベーシスト・漫画家 劔樹人                                                                                                 |                 |
| 250 | 10月24日 | 「職業はドイツ人」マライ・メントライン                                                                                    |                 |
| 251 | 10月31日 | 髭男爵・山田ルイ５３世 |                 |
| 252 | 11月7日  | 女優・小川紗良 |                 |
| 253 | 11月14日 | 辺境を行くノンフィクション作家・高野秀行                                                                                  |                 |
| 254 | 11月21日 | 博士絶賛の筆力！芸人・Aマッソ加納                                                                                         |                 |
| 255 | 11月28日 | 音楽家・RAM RIDER |                 |
| 256 | 12月5日  | モーニング娘。OG 飯窪春菜                                                                                                 |                 |
| 257 | 12月12日 | 著述家・細田昌志 |                 |
| 258 | 12月19日 | 注目の芸人！ヒコロヒー |                 |
| 259 | 12月26日 | 今夜は特別編！マキタスポーツ前編                                                                                          |                 |

### 2021年
| 回  | 放送日   | サブタイトル                                                                  | 備考                                                       |
| --- | -------- | ----------------------------------------------------------------------------- | ---------------------------------------------------------- |
| 260 | 1月2日   | 今夜は特別編！マキタスポーツ後編                                              |                                                            |
| 261 | 1月9日   | 映画秘宝編集長と2020映画を振り返る～前編（ゲスト：岩田和明）                  |                                                            |
| 262 | 1月16日  | 映画秘宝編集長と2020映画を振り返る～後編                                      |                                                            |
| 263 | 1月23日  | プロ野球大好き歌手・河野万里奈                                                |                                                            |
| 264 | 1月30日  | 谷崎潤一郎賞受賞！磯﨑憲一郎                                                  |                                                            |
| 265 | 2月6日   | 話題の「ファクトフルネス」翻訳・関美和                                        |                                                            |
| 266 | 2月13日  | 『2016 年の週刊文春』柳澤健                                                   |                                                            |
| 267 | 2月20日  | 『力石徹のモデルになった男 天才空手家・山崎照朝』森合正範                     |                                                            |
| 268 | 2月27日  | 『少女マンガのブサイク女子考』トミヤマユキコ                                  |                                                            |
| 269 | 3月6日   | 伝説の漫画家・江口寿史が登場！                                                |                                                            |
| 270 | 3月13日  | 元アイドル・ライター大木亜希子                                                |                                                            |
| 271 | 3月20日  | 東大中退、異色のラッパー ダースレイダー                                       |                                                            |
| 272 | 3月27日  | 昆虫と国会が好き…井上咲楽                                                     |                                                            |
| 273 | 4月3日   | Juice=Juice 金澤朋子の読書愛が止まらない！                                    |                                                            |
| 274 | 4月10日  | 社長芸人・ジョニー小野とは！？                                                |                                                            |
| 275 | 4月17日  | 「呪怨」を生んだ映画監督・清水崇                                              |                                                            |
| 276 | 4月24日  | ライター・編集者 九龍ジョー                                                   |                                                            |
| 277 | 5月1日   | レジェンド近田春夫登場                                                        |                                                            |
| 278 | 5月8日   | 話題のTシャツ屋 JETLINK とは？（ゲスト：アパレル企業「JETLINK」代表・渡辺純） |                                                            |
| 279 | 5月15日  | 近田春夫が推す作詞家・児玉雨子が登場                                          |                                                            |
| 280 | 5月22日  | 茶道師範となったルー大柴登場                                                  |                                                            |
| 281 | 5月29日  | 仏像大好き芸人みほとけ登場                                                    |                                                            |
| 282 | 6月5日   | 世界の著名人を通訳・田中慶子                                                  |                                                            |
| 283 | 6月12日  | 作家・村松友視登場                                                            |                                                            |
| 284 | 6月19日  | 「偉い人ほどすぐ逃げる」武田砂鉄                                              |                                                            |
| 285 | 6月26日  | 女優デビュー！松田ゆう姫登場                                                  |                                                            |
| 286 | 7月3日   | 祝ソロデビュー宮本佳林登場                                                    |                                                            |
| 287 | 7月10日  | ドキュメンタリー映画監督・大島新                                              |                                                            |
| 288 | 7月17日  | さんまヒストリー著者エムカク                                                  |                                                            |
| 289 | 7月24日  | 「全裸監督」原作者・本橋信宏                                                  |                                                            |
| 290 | 7月31日  | 弁護士・三輪記子                                                              |                                                            |
| 291 | 8月7日   | 女性芸人・ビジーストリート                                                    |                                                            |
| 292 | 8月14日  | 映画ライター・高橋ヨシキ                                                      |                                                            |
| 293 | 8月21日  | 女優・酒井若菜                                                                |                                                            |
| 294 | 8月28日  | エレキコミック登場！前編                                                      |                                                            |
| 295 | 9月4日   | エレキコミック登場！後編                                                      |                                                            |
| 296 | 9月11日  | 祝受賞！作家・細田昌志再び登場                                                |                                                            |
| 297 | 9月18日  | 家康が総理に？話題の作家・眞邊明人                                            |                                                            |
| 298 | 9月25日  | ヴァイオリニスト NAOTO 登場                                                   |                                                            |
| 299 | 10月2日  | 高知愛炸裂！アンジュルム・川村文乃                                            | 水道橋博士が体調不良のため出演休止。代打MC：エレキコミック |
| 300 | 10月9日  | 芥川賞作家・本谷有希子登場                                                    | 水道橋博士が体調不良のため出演休止。代打MC：エレキコミック |
| 301 | 10月16日 | 企画書本を発売！ダンカン                                                      |                                                            |
| 302 | 10月23日 | キャスター長野智子                                                            |                                                            |
| 303 | 10月30日 | 新刊続々・スージー鈴木登場                                                    |                                                            |
| 304 | 11月6日  | 直木賞作家・朝井リョウ登場                                                    |                                                            |
| 305 | 11月13日 | アイドル吉川友登場                                                            |                                                            |
| 306 | 11月20日 | 料理人・稲田俊輔                                                              |                                                            |
| 307 | 11月27日 | 芸人・三又又三                                                                |                                                            |
| 308 | 12月4日  | 谷崎潤一郎賞受賞・金原ひとみ                                                  |                                                            |
| 309 | 12月11日 | 中西哲生に聞くコーチの戦術                                                    |                                                            |
| 310 | 12月18日 | エコノミスト永濱利廣                                                          |                                                            |
| 311 | 12月25日 | 映画「MINAMATA」出演・岩瀬晶子                                                |                                                            |

### 2022年
| 回  | 放送日   | サブタイトル                                                             | 備考                                                     |
| --- | -------- | ------------------------------------------------------------------------ | -------------------------------------------------------- |
| 312 | 1月1日   | 結成 20 周年！Base Ball Bear 小出祐介                                    |                                                          |
| 313 | 1月8日   | Juice=Juice 初代リーダー・宮崎由加                                       |                                                          |
| 314 | 1月15日  | 『森田芳光全映画』を出版・三沢和子                                       |                                                          |
| 315 | 1月22日  | 実はロック好き・・芸人永野                                               |                                                          |
| 316 | 1月29日  | 『テスカトリポカ』で直木賞・佐藤究                                       |                                                          |
| 317 | 2月5日   | 改名で再出発！でか美ちゃん                                               |                                                          |
| 318 | 2月12日  | 読書好き芸人・ゾフィー上田                                               |                                                          |
| 319 | 2月19日  | 落合博満はなぜ嫌われた？鈴木忠平                                         |                                                          |
| 320 | 2月26日  | 成長と変化・アイドル和田彩花の今                                         |                                                          |
| 321 | 3月5日   | ノブコブ徳井・敗北からの芸人論とは                                       |                                                          |
| 322 | 3月12日  | カフェ・カンパニー社長が語る「おいしい経済」                             |                                                          |
| 323 | 3月19日  | ”沈没船博士”山舩晃太郎が登場                                             |                                                          |
| 324 | 3月26日  | 超歌手・大森靖子                                                         |                                                          |
| 325 | 4月2日   | 自著を出版 サヘル・ローズ                                                |                                                          |
| 326 | 4月9日   | 超売れっ子放送作家・オークラ登場                                         |                                                          |
| 327 | 4月15日  | ジャーナリスト・丸山ゴンザレス 前編                                      |                                                          |
| 328 | 4月23日  | ジャーナリスト・丸山ゴンザレス 後編                                      |                                                          |
| 329 | 4月30日  | 泉麻人に聞く銀ぶらの楽しみ方                                             |                                                          |
| 330 | 5月7日   | 「ぴえん系女子」を研究・佐々木チワワ                                     |                                                          |
| 331 | 5月14日  | 私小説を出版・マキタスポーツ                                             |                                                          |
| 332 | 6月4日   | 総集編〜物書き芸人編〜（マキタスポーツ、加納、永野）                     |                                                          |
| 333 | 6月11日  | 総集編〜エンタメフィクション編〜（丸山ゴンザレス、高野秀行、山舩晃太郎） |                                                          |
| 334 | 6月18日  | 小説を出版・紺野ぶるま                                                   |                                                          |
| 335 | 6月25日  | 劇作家・根本宗子登場                                                     |                                                          |
| 336 | 7月2日   | テレビの裏側を小説に…吉川圭三                                            |                                                          |
| 337 | 7月9日   | 昆虫博士・小松貴さん登場                                                 | 代打MC：ダースイダー                                     |
| 338 | 7月16日  | ZOC改め「METAMUSE」巫まろ登場                                            | 代打MC：ダースイダー                                     |
| 339 | 7月23日  | 能町みね子さんと猫を語る！                                               | 代打MC：ダースイダー                                     |
| 340 | 7月30日  | 旅するビジネスマン・小林邦宏                                             | 代打MC：サンキュータツオ                                 |
| 341 | 8月6日   | 直木賞作家・桜木紫乃、新刊を語る                                         | 代打MC：サンキュータツオ                                 |
| 342 | 8月13日  | 元フィギュア選手・研究者 町田樹登場                                      | 代打MC：サンキュータツオ                                 |
| 343 | 8月20日  | 芥川賞ノミネートで話題！鈴木涼美                                         | 代打MC：でか美ちゃん                                     |
| 344 | 8月27日  | マンガ大好き飯窪春菜の激推し作品は？                                     | 代打MC：でか美ちゃん                                     |
| 345 | 9月3日   | 野球監督ノンフィクション本特集（ゲスト：鈴木忠平、加藤弘士）             | 過去の放送回（2週）から博士の映像をカットして放送        |
| 346 | 10月1日  | 吉本ばななリスペクト特集（ゲスト：蒼山幸子）                             | 代打MC：でか美ちゃん                                     |
| 347 | 10月5日  | 「世界一かわいい音楽を作る」作詞家ヤマモトショウ                         | 放送日時変更、番組リニューアル、でか美ちゃんが正MCに昇格 |
| 348 | 10月12日 | プロレスをこよなく愛す言語学者・川添愛                                   |                                                          |
| 349 | 10月19日 | 小説家・アーティスト黒木渚                                               |                                                          |
| 350 | 10月26日 | ハナコ秋山の多彩な才能に迫る！                                           |                                                          |
| 351 | 11月2日  | 元乃木坂46・永島聖羅の推しは？                                           |                                                          |
| 352 | 11月9日  | 『ホスト万葉集』が話題・手塚マキ登場                                     |                                                          |
| 353 | 11月16日 | アイドル文化を「未熟さ」から研究・周東美材                               |                                                          |
| 354 | 11月23日 | つばきファクトリー浅倉樹々、卒業前の思いを語る                           |                                                          |
| 355 | 11月30日 | 8か国語を操る才人・綿谷エリナ                                            |                                                          |
| 356 | 12月7日  | エッセイが絶好調！ふかわりょう                                           |                                                          |
| 357 | 12月14日 | トライアスロンで五輪出場・山本良介                                       |                                                          |
| 358 | 12月21日 | 『女の答えはリングにある』（ゲスト：フリーライター・尾崎ムギ子）         |                                                          |
| 359 | 12月28日 | ホラー映画監督特集（ゲスト：豊島圭介）                                   |                                                          |

### 2023年
| 回  | 放送日   | サブタイトル                                                   | 備考                          |
| --- | -------- | -------------------------------------------------------------- | ----------------------------- |
| 360 | 1月4日   | 新著エッセイを出版・姫乃たま                                   |                               |
| 361 | 1月18日  | コスプレ界レジェンド・火将ロシエル                             |                               |
| 362 | 2月8日   | 多彩すぎるドラマー・ピエール中野                               |                               |
| 363 | 2月22日  | 話題の本『女芸人の壁』とは（ゲスト：フリーライター・西澤千央） |                               |
| 364 | 3月8日   | Aマッソ加納 初の小説集、その中身を語る                         |                               |
| 365 | 3月22日  | 金メダリスト入江聖奈の意外な進路を直撃                         |                               |
| 366 | 4月5日   | 西寺郷太が語る90年代下北沢カルチャー                           |                               |
| 367 | 4月19日  | 本好きタレント二瓶有加が好きな本を熱くプレゼン！！             |                               |
| 368 | 5月3日   | バンドリ！で活躍・ヴァイオリニスト Ayasa                       |                               |
| 369 | 5月17日  | ”教室が揺れる”人気講師・伊藤賀一が徳川 家康を特別授業！        |                               |
| 370 | 6月7日   | つばきファクトリー・新沼希空の”推し”神社は？                   |                               |
| 371 | 6月21日  | 川口浩探検隊の「真実」に迫った本を刊行・プチ鹿島               |                               |
| 372 | 7月5日   | 作家・柚木麻子が新作「オール・ノット」に込めた思いを語る       |                               |
| 373 | 7月19日  | SNSで大人気！謎の漫画家キューライス登場                        |                               |
| 374 | 8月2日   | コンテンツ全部見 東大芸人・大島育宙のおすすめ本紹介            |                               |
| 375 | 8月16日  | 歌人・小佐野彈が描く新たな家族の形とは                         |                               |
| 376 | 9月6日   | ティモンディ前田の読書愛、その原点は?                          |                               |
| 377 | 9月20日  | 振付師・竹中夏海から見たアイドルの「健康問題」                 |                               |
| 378 | 10月4日  | 声優界の新星・直田姫奈の”推し”は？                             |                               |
| 379 | 10月18日 | 作家・倉本美津留による「大喜利脳」のススメ                     |                               |
| 380 | 11月8日  | ミュージシャン曾我部恵一と下北沢で特別収録！                   | 下北沢「本屋B&B」にて公開収録 |
| 381 | 11月22日 | 初代MC・水道橋博士がゲストで登場！                             | 下北沢「本屋B&B」にて公開収録 |
| 382 | 12月6日  | 「アート」も「フェミニズム」もみんなのものー村上由鶴           |                               |
| 383 | 12月20日 | ハードボイルド作家・樋口毅宏の新作は未来を予期する問題作⁉      |                               |

| 2023年 YouTubeオリジナル動画 | 2023年 YouTubeオリジナル動画 | 2023年 YouTubeオリジナル動画 | 2023年 YouTubeオリジナル動画                                                                                              | 2023年 YouTubeオリジナル動画 |
| 回                           | 公開日                       | ゲスト                       | サブタイトル | 備考                         |
| ---------------------------- | ---------------------------- | ---------------------------- | --- | ---------------------------- |
| 1                            | 2023年1月6日                 | 火将ロシエル                 | プロコスプレイヤー火将ロシエル・プロデュースしているメイド喫茶「猫耳メイド屋」とは？                                      |                              |
| 1                            | 1月13日                      | 火将ロシエル                 | プロコスプレイヤー火将ロシエルがハマるeSports・「APEX」の魅力を語る                                                       |                              |
| 2                            | 1月20日                      | 姫乃たま                     | 元地下アイドル姫乃たまの酒豪伝説①パリ泥酔事件告白                                                                         |                              |
| 2                            | 1月27日                      | 姫乃たま                     | 元地下アイドル姫乃たまの酒豪伝説②禁断のお酒「アブサン」のお味は…                                                          |                              |
| 3                            | 2月3日                       | ストレッチーズ               | ツギクル芸人・ストレッチーズ①憧れはオードリー春日                                                                         |                              |
| 3                            | 2月10日                      | ストレッチーズ               | ツギクル芸人・ストレッチーズ②止まらないスラムダンク愛を語る                                                               |                              |
| 4                            | 2月17日                      | ピエール中野                 | 凛として時雨・ピエール中野、レペゼン埼玉ベスト５                                                                          |                              |
| 4                            | 2月24日                      | ピエール中野                 | 凛として時雨・ピエール中野、絶対おすすめしたい漫画                                                                        |                              |
| 5                            | 3月3日                       | 龍岡歩                       | サッカーをひたすら見続け、戦術論を分析したブログが話題「サッカー店長」龍岡歩                                              |                              |
| 5                            | 3月10日                      | 龍岡歩                       | サッカー選手経験はないが試合だけを分析し続け「サッカー戦術分析官」となった男・龍岡歩                                      |                              |
| 6                            | 3月17日                      | Aマッソ加納                  | Aマッソ加納が芸人執筆小説の魅力を語る                                                                                     |                              |
| 6                            | 3月24日                      | Aマッソ加納                  | Aマッソ加納、後輩たちとの交友関係                                                                                         |                              |
| 7                            | 4月7日                       | ちゃんぴおんず               | おもしろ荘2023優勝・ちゃんぴおんずがふざけ倒す                                                                            |                              |
| 7                            | 4月14日                      | ちゃんぴおんず               | おもしろ荘2023優勝・ちゃんぴおんず、おもしろ荘優勝で仕事が15倍に                                                          |                              |
| 8                            | 4月21日                      | 西寺郷太                     | NONA REEVES西寺郷太が考える「シティ・ポップ」論                                                                           |                              |
| 8                            | 4月28日                      | 西寺郷太                     | NONA REEVES西寺郷太のルーツになった本とは                                                                                 |                              |
| 9                            | 5月5日                       | わらふぢなるお               | わらふぢなるおが好きな漫画を一挙公開！                                                                                    |                              |
| 9                            | 5月12日                      | わらふぢなるお               | わらふぢなるお、新井英樹作品＆サンドウィッチマンとの関係を語る！                                                          |                              |
| 10                           | 5月19日                      | 伊藤賀一                     | ”教室が揺れる”世界一面白い予備校講師・伊藤賀一がわかりやすく語る「世の中の仕組み」とは？                                  |                              |
| 10                           | 5月26日                      | 伊藤賀一                     | ”教室が揺れる”世界一面白い予備校講師・伊藤賀一先生の”面白い”経歴とは⁉                                                     |                              |
| 11                           | 6月9日                       | ひらりさ                     | ひらりさ「それでも女をやっていく」女を見つめなおすエッセイ集執筆の裏側                                                    |                              |
| 11                           | 6月16日                      | ひらりさ                     | 文筆家ひらりさがBLにどっぷりハマった本とは                                                                                |                              |
| 12                           | 6月23日                      | プチ鹿島                     | 時事芸人プチ鹿島が「センキョ」の魅力を語る                                                                                |                              |
| 12                           | 6月30日                      | プチ鹿島                     | 時事芸人プチ鹿島に影響を与えた活字プロレスの世界とは                                                                      |                              |
| 13                           | 7月7日                       | 金久保芽衣                   | 口喧嘩タレントぼんぼんこと金久保芽衣は2023ブレイク必至！？                                                                |                              |
| 13                           | 7月14日                      | 金久保芽衣                   | 口喧嘩タレントぼんぼんこと金久保芽衣は陸上好き！「風が強く吹いている」をおすすめ                                          |                              |
| 14                           | 7月21日                      | 鈴木聖                       | 漫画6,000冊読破したグラビアアイドル鈴木聖が推し愛を激白                                                                   |                              |
| 14                           | 7月28日                      | 鈴木聖                       | 漫画6,000冊読破したグラビアアイドル鈴木聖が憧れるのは高崎かなみ                                                           |                              |
| 15                           | 8月4日                       | 大島育宙                     | 映画・ドラマ考察YouTuber大島育宙の映画人生ベストは？                                                                      |                              |
| 15                           | 8月11日                      | 大島育宙                     | 年間200冊読破の東大芸人・大島育宙がススめる「笑える」本                                                                   |                              |
| 16                           | 8月21日                      | 八木沙季                     | 検証アイドル八木沙季は「僕は妹に恋をする」にドハマリ！                                                                    |                              |
| 16                           | 8月25日                      | 八木沙季                     | 少女漫画が好きすぎなアイドル八木沙季の止まらない妄想劇場「理想の出会い編」「社会人編」                                    |                              |
| 17                           | 9月9日                       | 前田裕太（ディモンディ）     | ティモンディ前田、サッカー漫画に共感するコンプレックスとの向き合い方                                                      |                              |
| 17                           | 9月15日                      | 前田裕太（ディモンディ）     | ティモンディ前田、深すぎるサンリオ愛を激白…ピューロランドの前田流楽しみ方                                                 |                              |
| 18                           | 9月22日                      | ゆっきゅん                   | DIVAゆっきゅん、個性的な歌詞世界の源泉は「浜崎あゆみ」から                                                                |                              |
| 18                           | 9月29日                      | ゆっきゅん                   | DIVAゆっきゅん、卒論にも書いた「溺れるナイフ」の魅力を語る                                                                |                              |
| 19                           | 10月6日                      | 南田裕介                     | 鉄道BIG4南田裕介マネージャーが鉄道にハマった意外なきっかけとは                                                            |                              |
| 19                           | 10月13日                     | 南田裕介                     | 鉄道BIG4南田裕介マネージャーの渾身の鉄道写真ベスト３を発表！                                                              |                              |
| 20                           | 10月20日                     | 倉本美津留                   | 倉本美津留がススめる誰でも楽しいアートの世界                                                                              |                              |
| 20                           | 10月27日                     | 倉本美津留                   | 倉本美津留のルーツ・つげ義春「ねじ式」を語る！                                                                            |                              |
| 21                           | 11月10日                     | 新井英樹                     | 特別版①・新井英樹ゲスト回を蔵出し初公開!                                                                                  | 水道橋博士MC時代の未放送回   |
| 21                           | 11月17日                     | 新井英樹                     | 特別版②・新井英樹ゲスト回を蔵出し初公開!                                                                                  | 水道橋博士MC時代の未放送回   |
| 22                           | 11月24日                     | 水道橋博士                   | 初代MC水道橋博士と「福田村事件」を語る                                                                                    |                              |
| 22                           | 12月1日                      | 水道橋博士                   | 初代MC水道橋博士の最近のおすすめ本は?                                                                                     |                              |
| 23                           | 12月8日                      | 森合正範                     | 『怪物に出会った日～井上尚弥と闘うということ～』話題のノンフィクション著者森合正範①ー井上尚哉の強さとは                   |                              |
| 23                           | 12月15日                     | 森合正範                     | 『怪物に出会った日～井上尚弥と闘うということ～』話題のノンフィクション著者森合正範②ースポーツノンフィクションの面白さとは |                              |

### 2024年
| 回  | 放送日  | サブタイトル                                                     | 備考                       |
| --- | ------- | ---------------------------------------------------------------- | -------------------------- |
| 384 | 1月3日  | つばきファクトリー河西結心は、”自称”山梨観光大使⁉                |                            |
| 385 | 1月17日 | 女性の老後一人暮らしが危機！ライター和田靜香                     |                            |
| 386 | 2月7日  | 「選挙に取り憑かれたライター」畠山理仁が登場!                    |                            |
| 387 | 2月21日 | でか美ちゃん推薦!サスペンダーズ登場                              |                            |
| 388 | 3月6日  | 経済思想家・斎藤幸平が語る資本主義の先とは?                      |                            |
| 389 | 3月20日 | 小説家・中村文則が新作「列」を語る                               |                            |
| 390 | 4月3日  | 恋愛小説の名手・島本理生が登場                                   |                            |
| 391 | 4月17日 | 犯罪の裏側を丹念に取材するライター・高橋ユキ                     |                            |
| 392 | 5月8日  | なぜ家事は女性がやるものだった?生活研究家・阿古真理              |                            |
| 393 | 5月22日 | 実際の『舟を編む』現場に携わる三省堂辞書部長（ゲスト：山本康一） |                            |
| 394 | 6月5日  | 祝ソロデビュー!岸本ゆめの、秘密のノート公開                      |                            |
| 395 | 6月19日 | 好楽師匠の爆笑エピソード満載エッセイ刊行・錦笑亭満堂             | （放送前の編集につき予定） |

## スタッフ
（2023年5月現在）
- ＜ナレーション＞工藤遥
- ＜オープニング音楽＞RAM RIDER
- ＜ロゴデザイン＞後藤修
- ＜撮影＞TBS-ACT
- ＜編集＞細川敬志
- ＜MA＞樋口絢佳
- ＜協力＞ビームテレビセンター、東京オフラインセンター
- ＜プロデューサー＞原利彦（博報堂ケトルSTOVEカンパニー）、高橋良美（BS12 トゥエルビ）、小嶋弘之（CNインターボイス）
- ＜制作＞紺藤尚志、中村麻衣、酒井逸平、鈴石里帆、森本菜帆、高野妃奈子
- ＜制作プロダクション＞CNインターボイス
- ＜制作著作＞博報堂ケトルSTOVEカンパニー & BS12 トゥエルビ